# Boneca de piche
Boneca de piche ou o macaco e a boneca de piche é uma fábula do folclore brasileiro, que conta a história de um macaco que é preso por uma armadilha em forma de boneca, feita de piche.
"Boneca de piche" é também o título de uma canção, de Ary Barroso e Luiz Iglesias, e de uma personagem de História em quadrinhos.

## A fábula
Um esperto macaco andava a roubar as bananas num sítio. Com o prejuízo seu dono iniciou uma série de armadilhas, às quais o esperto mono escapava facilmente.
Foi então que formulou um plano, capaz de livrá-lo do assaltante: construiu, na beira dum rio, uma linda boneca feita de piche, e pôs-se à espreita.
Não demorou e o símio dela se aproximou, todo galante. Fala-lhe, mas ela continua muda. Assim, dizendo despedir-se, encosta-lhe uma mão que, instantaneamente, fica grudada na boneca. Vai assim até que todos os membros ficam presos e é chegado o fim do espertalhão.

### Variantes
A fábula encontra variantes na cultura popular. Umas dão conta de que foi um caso havido entre uma onça e o macaco; outros, que a boneca era, em verdade, feita de cera de abelhas - o que parece mais conforme aos materiais disponíveis no meio rural do país.

## Impacto cultural

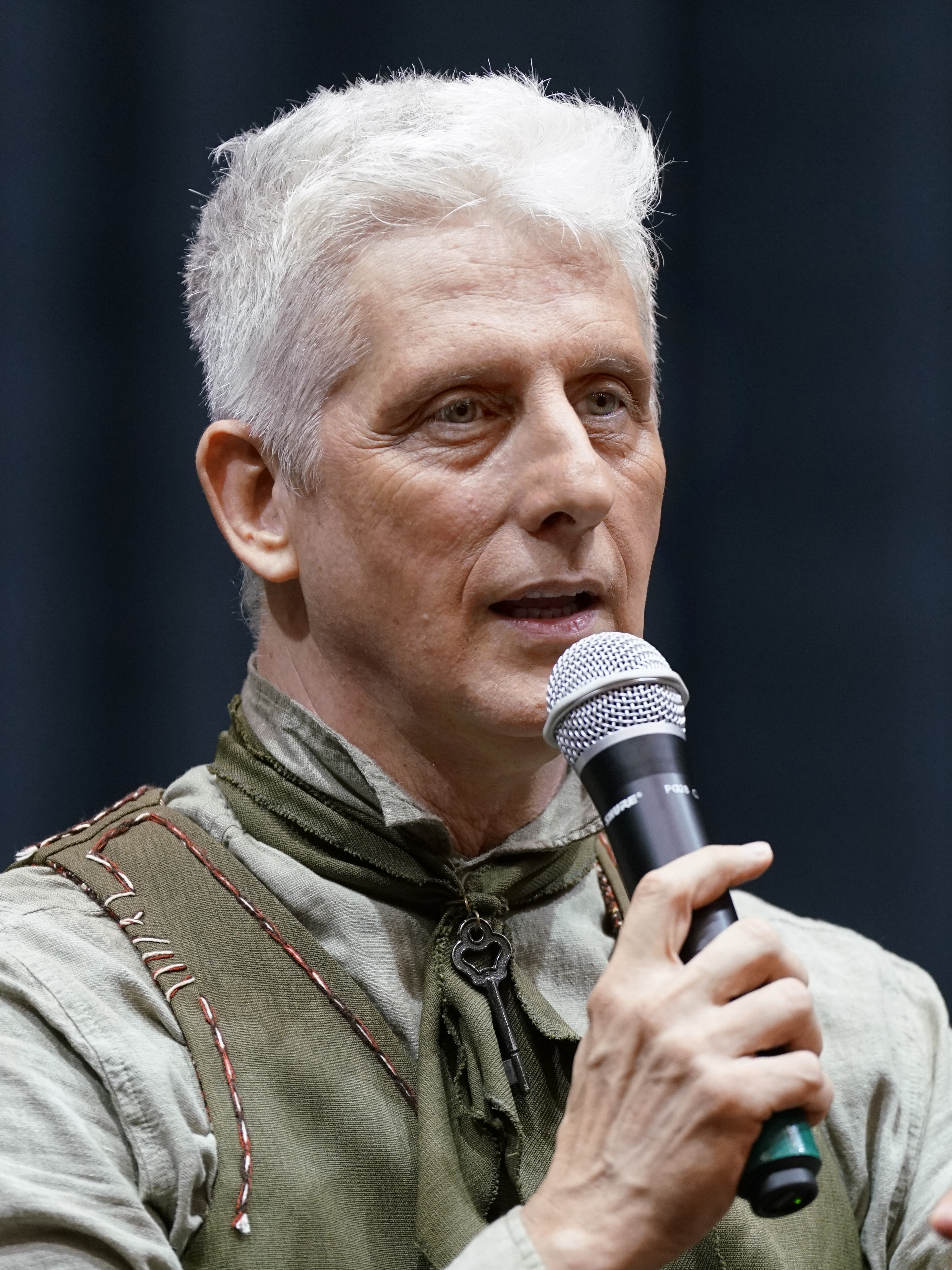
Alvaro Assad (2024)

A fábula inspirou outras manifestações culturais, como a "Boneca de Piche", personagem do cartunista brasileiro Ziraldo na Turma do Pererê que é a namorada do Saci.
Dá nome à peça teatral "O Macaco e a Boneca de Piche" do grupo carioca "Centro Teatral e Etc. e Tal", de 2002, com direção de Álvaro Assad. No enredo, voltado para o público infantil, "uma velhinha de aproximadamente 157 anos comete loucuras por um simples cacho de bananas. Só que um macaco, sem idade definida, resolve comer quase todo o cacho deixando apenas uma banana podre. Irada com o furto, ela resolve dar uma lição no macaco e arquiteta um hilariante e terrível plano… quase perfeito". Embora baseado nessa história, a peça retrata outra fábula do folclore, "O Macaco e a Velha".

## A canção
"Da cor do azeviche, da jaboticaba
Boneca de piche, é tu que me acaba"
Boneca de piche é uma composição de Ary Barroso e Luiz Iglesias, de 1938, que alcançou grande sucesso na era do rádio, com Carmem Miranda e Emilinha Borba.
A música foi cantada em portuguêspor Esther Williams e Van Johnson, acompanhados pela organista Ethel Smith, no filme da MGM Easy to Wed ("Quem Manda É o Amor"), uma comédia musical.
Em 1952 integrou o repertório da revista "Canta Brasil", da Companhia Ferreira da Silva, em sua turnê por Portugal, contando no elenco Carlos Galhardo, a bailarina Bilinha e José Vasconcelos.